# Документациони и културни центар немачких Синта и Рома
Документациони и културни центар немачких Синта и Рома основан је у Хајделбергу у Немачкој, почетком деведесетих година, као спомен на Синте и Роме који су убијени од стране Националсоцијалистичке партије. После неколико година спровођења радова на прикупљању прича од жртава, спровођењу истраживања и конверзији, комплекс зграда је свечано отворен за јавност 16. марта 1997. године, а подржана је присуством многих преживелих Рома и Синта. То је прва стална изложба на свету о геноциду који су над Синти и Ромима починили нацисти. Документациони центар има три нивоа и простире се на готово 700 квадратних метара, а прати историју и приче о прогону Синтија и Рома у време националсоцијализма. Ову институцију надгледа Централно веће немачких Синта и Рома, уз подршку града Хајделберга, а корисник је посебних средстава немачке савезне владе и земље Баден-Виртемберг.

## Опис
Први ниво изложбе осмишљен је тако да на једном спрату прикаже свакодневни живот мањине, а на другом спрату прогон и терор. Источнонемачки архитекта центра, Диетер Куаст, намерно је извршио ово раздвајање и просторно и на самој изложби. Истовремено, међусобно су повезани на начин који ствара сталну напетост, што не само да изазива посетиоце да критички размишљају о документима које су починили починиоци, већ их и подстиче да емпатично разумеју жртве.
Три дела обновљене историјске зграде у Oberen Fauken Pelz била су изведена око дворишта окренутог ка истоку. На јужној страни је над историјским сводом подрума додат нови одељак који ће служити као предсобље и главни улаз у изложбу. Испод овог се налази неколико презентационих и предаваоница. Друго је складиште из 18. века, које је било опремљено за изложбу документарних филмова. Поткровље магацина је накнадно опремљено да служи као меморијална стаза кроз завршни део изложбе. Поред тога, високи мансардни кров и непрекидни кровни покривачи за прашину дају средишњем делу овог некадашњег складишта центар важности. И на крају, северни део је првобитно изграђен око 1900. године, а некада је био позориште и ресторан „Zum Faulen Pelz“. Претворена је у административну канцеларију и Документационог и културног центра и Zentralrat Deutscher Синта и Рома.
Међу њима је и канцеларија Romani Rose, председавајућег Централног савета немачких Синтија и Рома и директора центра. Будући да је и сам припадник мањине Рома и Синта, и као неко ко је изгубио 13 чланова породице у концентрационим логорима, био је веома посвећен томе да Центар напредује и тачно преноси приче прогоњених. Његови значајни успеси укључују признавање немачких Синта и Рома као националне мањине према условима Оквирног споразума о заштити националних мањина Савета Европе, као и директор Документационог и културног центра немачких Синта и Рома.  Росе је написао:
"На јеврејској страни било је наравно по завршетку рата да ће злочини почињени над Јеврејима бити свеобухватно документовани. Јеврејске институције су се потрудиле да холокауст над европским Јеврејима буде скренута пажња јавности и да се никада не може заборавити. Од почетка је главни циљ покрета за грађанска права немачких Синта и Рома био стварање центра који ће се освртати и поново процењивати нашу историју - посебно историју геноцида - и усидрити је у колективно сећање. Схватили смо да је овај задатак незаменљив допринос како демократском саморазумевању, тако и политичкој култури Савезне Републике Немачке. Требало је показати да предрасуде и државна дискриминација које се заснивају директно на расним предрасудама и мисаоним структурама националсоцијалиста настављају и данас и одржавају свој имиџ наше мањине у јавности. . . Од суштинске је важности да се стварност живота Синта и Рома одвоји од анти-циганских клишеа који су вековима пуштали корене у колективној свести већинског друштва и које је експлоатисала националсоцијалистичка пропаганда. Стога је од виталне важности да се презриви документи починилаца, у којима се Синти и Роми појављују као пуки предмети, упореде и упореде са извештајима и аутентичним сведочењима преживелих. Ту се посебно укључују старе породичне фотографије које дају увид у личне прилике људи и показују различитост начина на који су Синти и Роми били укључени у живот друштва пре него што су их нацисти искључили из свих области јавног живота. Однос између ова два нивоа - нормалности и свакодневног живота мањине с једне, те терора и прогона с друге стране - истовремено открива да су апстрактни документи бирократски организованог истребљења представљали небројене уништене животе и људске судбине".
Поред функције музеја савремене историје и места за сећање на прошлост, центар такође нуди окружење за сусрете и дијалог. Значајан део њеног односа са јавношћу посвећен је људским правима и осигуравајући да ниједна група или мањина не буду занемарене као Роми и Синти четири деценије после Другог светског рата. Центар настоји дати свој глас свима онима који су претрпели дискриминацију и расистичко насиље. С обзиром на прогон Рома и Синта у време националсоцијализма, Центар осећа обавезу да обезбеди форум за критичку дебату о хитним друштвено-политичким питањима.
Један од задатака центра је да документује 600-годишњу историју Синта и Рома у Немачкој, али његов главни фокус и даље остају дела геноцида која су починили националсоцијалисти: дела која су неколико деценија потискивана из јавне свести. Стога, од свог оснивања, центар даје приоритет интервјуисању преживелих жртава холокауста и чувању њихових сећања на траци и видео снимку. Поред спровођења опсежних архивских истраживања у земљи и иностранству, особље центра такође систематично прикупља лична сведочења преживелих и њихове родбине. Старе породичне фотографије су у овом погледу од посебног интереса, јер фотографије служе као медиј који показује како су уништени животи небројених жртава.
Други део рада центра представља представљање културних доприноса мањинске заједнице Синти и Рома на пољу књижевности, ликовне уметности и музике, помажући тако у разбијању стереотипа. У ту сврху Центар организује конференције и семинаре заједно са стручњацима из Немачке и других земаља. Сваког пролећа и јесени води програм јавних догађаја који укључује предавања, изложбе, филмове, концерте и излете.

## Едукација о Ромима и Синтима
1990. године Организација за европску безбедност и сарадњу (ОЕБС) препознала је рањиви положај Рома и Синтија у погледу расне и етничке мржње, ксенофобије и дискриминације. Од тада се ОЕБС обавезао да промовише људска права Рома и Синтија и њихову интеграцију у друштво. Државе учеснице ОЕБС-а обавезале су се да ће промовисати памћење и образовање о овом и другим геноцидима. Такође су се обавезали да ће предузети ефикасне мере за уклањање дискриминације Рома и Синтија и побољшати њихово јавно препознавање. У знак сећања на 70. годишњицу завршетка Другог светског рата, ОДИХР (Канцеларија за демократске институције и људска права) објавила је извештај Подучавање и комеморација за геноцид над Ромима и Синти.
У овом извештају, 34 од 57 држава учесница ОЕБС-а одговорило је на упитник ОДИХР-а о учењу и комеморацији за геноцид над Ромима и Синти. Одговори указују на општи ниво свести да су Роми и Синти били жртве геноцида током Другог светског рата, али многи људи нису знали у којој мери су прогоњени. 20 земаља (59 процената) од 34 државе учеснице известило је да се геноцид над Ромима и Синтима учи на најмање једном нивоу образовања. Девет земаља (26,5 процената) рекло је да неке информације о геноциду над Ромима и Синтијима пружају или могу да их предају наставници већ у основном образовању. Већина испитаника, укупно 19 (56 процената), навело је да се то подучава на средњем нивоу.  То не значи нужно да је лекција посвећена Ромима и Синтијима, али да су информације о прогону и геноциду од стране нациста укључене или могу бити укључене у основни наставни програм. На пример, четири државе учеснице приметиле су да, иако се геноцид над Ромима и Синтијима изричито не помиње у уџбеницима, наставници би се могли одлучити да укључе такве информације током предавања о Другом светском рату, холокаусту или тоталитаризму, мада то можда није строго потребно.
Када су државе упитане којим се тачно даном обележава спомен на геноцид над Ромима и Синтиима, 12 земаља (35 посто) одговорило је да се жртве геноцида над Ромима и Синти обиљежавају 27. јануара, Међународним даном сећања на холокауст. Седам земаља је навело да се спомен жртава обележава 2. августа, на дан када су СС-ови окупили и уклонили око 23.000 Синта и Рома и одвели их у Аушвиц. Шест земаља (18 процената) назначило је друге променљиве датуме комеморације.  Четрнаест држава учесница (41 проценат) које су одговориле на упитник ОДИХР-а пружиле су информације о спомен-местима која је одредила влада. Један испитаник се обратио Централном савету немачких Синта и Рома (Zentralrat Deutscher Sinti und Roma) као важном извору за приступ даљим информацијама и сазнавање више о камповима, спомен обележјима и пригодним догађајима широм Европе, што је укључивало и Документациони и културни центар Немачке Синти и Роми.

## Европска награда за грађанска права Синта и Рома
Европска награда за грађанска права Синта и Рома, коју је Фондација Manfred Lautenschläger доделила и основала поводом 10. годишњице оснивања Документационог и културног центра немачких Синта и Рома у новембру 2007. године додељена је први пут у децембру 2008. Награда подржава политичке и друштвене напоре за трајну заштиту особа погођених дискриминацијом, како би им се омогућио независан живот. Награда се додељује појединцима, групама или институцијама, првенствено већини, који се суочавају са историјском одговорношћу и примерно позивају на побољшање стања људских права Синта и Рома.